# Alena
Alena ist ein weiblicher Vorname.

## Herkunft und Bedeutung
Für den Namen Alena kommen verschiedene Herleitungen in Frage:
- Алена Alena ist die belarussische Form von Helene.[1]
- Im Tschechischen, Slowakischen und Slowenischen ist Alena eine Kurzform von Helena oder Magdalena.[2]
- Als okzitanischer Name stellt Alena eine Variante von Elena dar.[3]
- Im Deutschen ist Alena eine Kurzform von Helena, Magdalena[2] oder Adelena[4], einer Variante von Adelina oder einer neuen Kombination aus den Elementen adal „edel“, „vornehm“ und len, was vom Namen Lena abgeleitet wird.[5]
- Darüber hinaus stellt Alena eine Variante von Alina dar.[4]
- Alena ist auch eine Variante des russischen Vornamens Aljona in lateinischer Schrift (Der kyrillische Buchstabe Ё wird hier als E übersetzt, obwohl jo die genauere Lautwiedergabe ist)

## Verbreitung
In Tschechien hat Alena sich unter den beliebtesten Mädchennamen etabliert, jedoch sank seine Popularität zuletzt. Von 1944 bis 1967 zählte er zu den 10 meistgewählten Mädchennamen des Landes, dabei erreichte er als höchste Platzierung Rang 3 (1955). Bis 1986 hielt er sich in der Top-20 der Vornamenscharts. Im Jahr 2016 belegte er Rang 69 der Hitliste.
In Deutschland ist Alena bereits seit den 1970er Jahren als Vorname geläufig, zählte jedoch nie zu den beliebtesten Vornamen. Besonders häufig wurde der Name in den 1990ern vergeben. Im Jahr 2022 belegte er Rang 263 der Vornamenscharts.

## Varianten
Das slowenische Diminutiv von Alena lautet Alenka.
Für weitere Varianten: siehe Helene#Varianten, Magdalena#Varianten und Adelheid#Varianten

## Namenstag
Der Namenstag wird nach der Heiligen Jungfrau Alena am 17. Juni gefeiert.
In der Slowakei wird er am 27. März, in Tschechien am 13. August bedacht.

## Bekannte Namensträgerinnen

### Alena
- Alena Amjaljussik (* 1989), belarussische Radrennfahrerin
- Alena Bahníková (* 1948), tschechische Schriftstellerin
- Alena Barillová (* 1969), slowakische Radrennfahrerin
- Alena Brawa (* 1966), belarussische Schriftstellerin
- Alena Bunas (* 1983), belarussische Billardspielerin
- Alena Buyx (* 1977), deutsche Medizinethikerin
- Alena Dubkowa (* 1991), belarussische Tischtennisspielerin
- Alena Dylko (* 1988), belarussische Radrennfahrerin
- Alena Fomina-Klotz (* 1989), ukrainisch-russische Tennisspielerin
- Alena Gerber (* 1989), deutsches Model
- Alena Housová (* 1979), tschechische Skibobfahrerin
- Alena Jaryschka (* 1981), belarussische Tennisspielerin
- Alena Schyn (* 1985), belarussische Biathletin
- Alena Šeredová (* 1978), tschechisches Model
- Alena Šrámková (1929–2022), tschechische Architektin und Hochschullehrerin
- Alena Subrylawa (* 1973), ukrainisch-belarussische Biathletin
- Alena Vrzáňová (1931–2015), tschechische Eiskunstläuferin
- Alena Wagnerová (* 1936), deutsch-tschechische Publizistin, Soziologin und Autorin
- Alena Walkawez (* 1975), belarussische Skiathletin